# Пошон, Альфред
Альфре́д Пошо́н (фр. Alfred Pochon; 30 июля 1878, Ивердон — 26 февраля 1959, Лютри) — швейцарский скрипач и музыкальный педагог.

## Биография
С 11 лет учился в Женеве у Луи Рея, солиста женевского Большого театра, соученика Эжена Изаи и, чуть позднее, также учителя Эрнеста Блоха (в годы совместной учёбы Пошон и Блох были дружны). С 12 лет играл в одном из оркестров города, участвовал и в ансамблевом музицировании. В 1895 г. по совету приезжавшего в Женеву на гастроли Йозефа Иоахима отправился в Бельгию и поступил в Льежскую консерваторию в класс Сезара Томсона, оказавшего на него определяющее влияние. В 1898 г. последовал за своим учителем в Брюссельскую консерваторию, где на протяжении трёх лет был одним из его ассистентов.
В 1901 г. вышел в отставку и поселился в Вене, где в скором времени познакомился с американским банкиром швейцарского происхождения Эдуаром де Коппе, пригласившим Пошона принять участие в любительском струнном квартете, собиравшемся в нью-йоркском доме Коппе на протяжении полутора десятилетий. Пошон вместо этого предложил Коппе создать новый профессиональный коллектив и пригласил для участия в нём двух своих соучеников по классу Томсона — Адольфо Бетти и Уго Ара. Так в 1902 г. возник Квартет Флонзале — один из ведущих камерных ансамблей начала XX века, просуществовавший, при бессменном участии Пошона в качестве второй скрипки, до 1929 года. Авторитет квартета был настолько высок, что музыкальное издательство Ширмера заказало Пошону учебник квартетной игры (англ. A Progressive Method of String-Quartet Playing; 1915), опубликованный затем также во французском и испанском переводах и посвящённый Элизабет Кулидж. После роспуска Квартета Флонзале в 1929 г. Пошон создал собственный Квартет Страдивариуса, просуществовавший до 1938 г., — в его составе Пошон играл уже первую скрипку. Среди участников этого квартета был Феликс Варбург из известного банкирского рода Варбургов, которому Пошон посвятил свою пьесу «Еврейская фантазия» (фр. Fantaisie hébraïque; 1931). Среди других сочинений Пошона, написанных преимущественно для камерных составов и основанных на разноязыком фольклорном материале, — «Индейская сюита», квартеты.
В 1941—1957 гг. Пошон возглавлял Лозаннскую консерваторию, в которой значительно расширил состав имеющихся классов (открыв, в частности, дирижёрский класс во главе с Паулем Клецки), основал консерваторскую библиотеку и консерваторский журнал, а в 1948 г. ещё и специализированное издание «Органная кафедра» (фр. La Tribune de l'orgue). По инициативе Пошона был организован обмен концертными программами с консерваториями Льежа, Парижа и Брюсселя, часто эти концерты транслировались по Радио Лозанны. Как известный специалист Пошон входил в жюри многих исполнительских конкурсов — в частности, участвовал в жюри первого Международного конкурса скрипачей имени Чайковского в 1958 году.
Автор книг и статей.